# گزنه سفید کرکی
گزنه سفید کرکی (نام علمی: Lamium album) نام یک گونه از تیره نعناعیان است.